# 桐江杏奈
桐江 杏奈（きりえ あんな、本名（旧姓）：高山 杏奈（たかやま あんな）、1988年12月28日 - ）は、日本の女優、声優。母親は同じく声優である高乃麗。

## 来歴
アメリカ・ニューヨーク出身。幼少期からタップダンス、ヴァイオリン、クラシックバレエのレッスンを重ねる。
日本のインターナショナル・スクールを卒業後、ニューヨーク州のサラ・ローレンス大学へ進学する。日本語のほかに英語とフランス語も習得しており、フランスへの留学経験もある。

## 出演

### CM
- レッドカンパニー（1998年）
- セガ・エンタープライゼス クリアノート（1999年）

### ミュージカル
- サクラ大戦歌謡ショウ「アラビアのバラ」（2000年、東京厚生年金会館） - 竜神めぐみ 役
- サクラ大戦歌謡ショウ「海神別荘」（2001年、東京厚生年金会館） - 少女 役
- サクラ大戦新春歌謡ショウ「初笑い七福神」（2003年、青山劇場）

### プロモーションビデオ
- ダンス☆マン「ミラーボーリズムービー」（2001年）
- ダンス☆マン「JAZZ SOUL FUNK」（2001年）

### DVD
- 右脳イメージトレーニング プリスクール英会話 Anna's Day 1 - 3（2002年、ポニーキャニオン）

### テレビ番組
- けんたろうとミクのワイワイキッズ（2002年、2003年、2004年3月、キッズステーション ほか - 当時闘病生活を送っていた羽生未来の助っ人として出演した。
- モンすたージオ（2004年 - 2005年、キッズステーション ほか） - レギュラー

### ネットムービー
- 家族の風景（2005年、インターネット公開） - 主演

### 吹き替え
- アドベンチャー・ファミリー/ロッキーを越えて（2005年） - ホリー・スミス 役[1]
- シャークボーイ&マグマガール 3-D（2006年） - マグマガール 役
- ナニー・マクフィーの魔法のステッキ（2006年） - トーラ・ブラウン 役
- シャギー・ドッグ（2006年） - カーリー・ダグラス 役[2]
- 北京バイオリン（2007年、NHK BS2） - 林雨 役
- 続アドベンチャー・ファミリー/白銀を越えて（英語版）（2007年） - ジェニー・ロビンソン 役[3]

### CMナレーション
- アサヒ飲料 三ツ矢サイダー（2006年）
- ドリームワークス 社名ロゴ（2006年）
- 中央酪農会議（2006年 - 2007年）
- ロッテ アーモンドチョコレート（2007年）